# 卡岑巴赫湖 (普法芬霍芬)

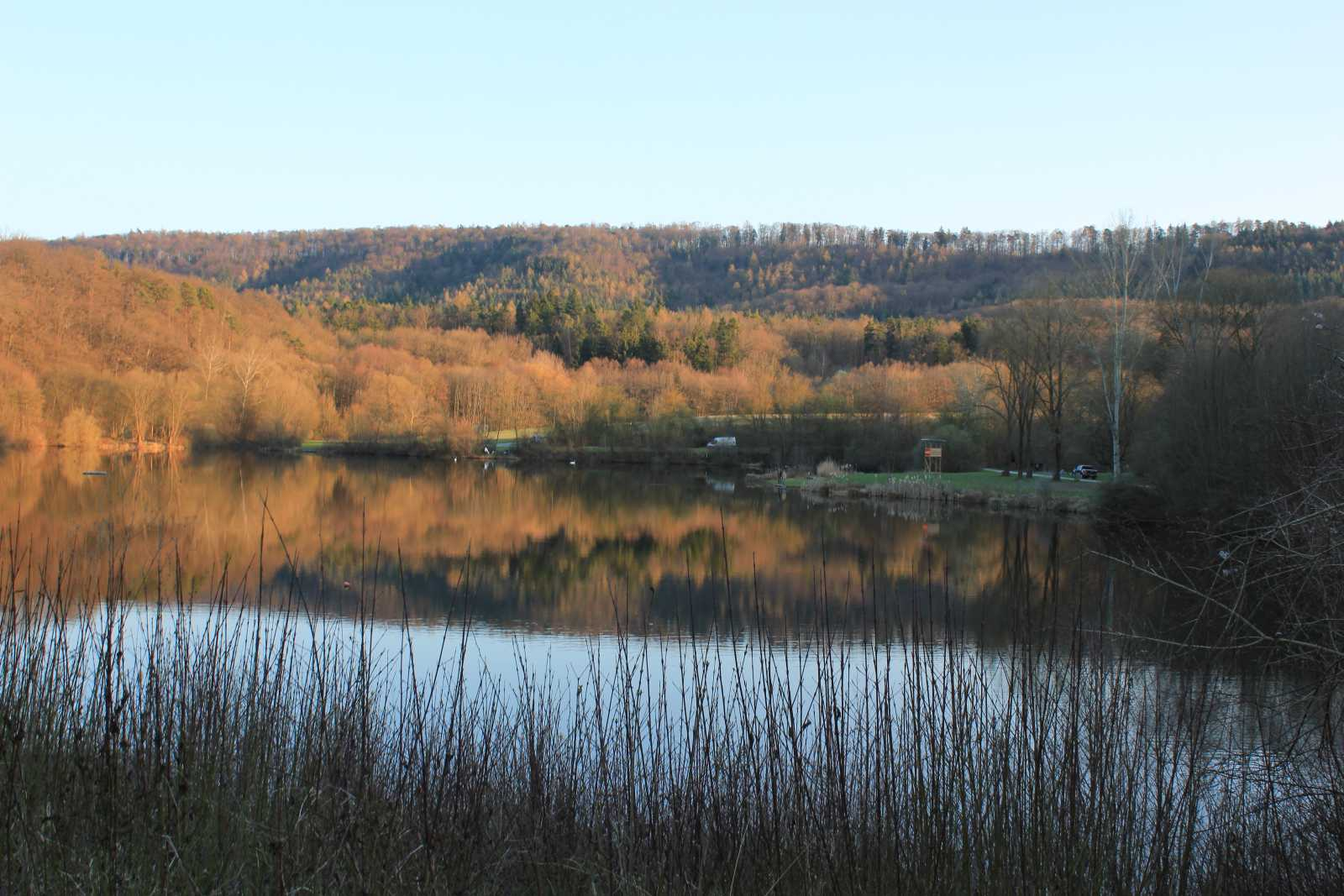

49°03′04″N 8°56′21″E / 49.051244°N 8.939202°E
卡岑巴赫湖（德語：Katzenbachsee），是德國的湖泊，位於該國西南部，由巴登-符騰堡州負責管轄，處於普法芬霍芬，長0.3公里、寬0.2公里，面積0.04平方公里，海拔高度230米。